# Keped

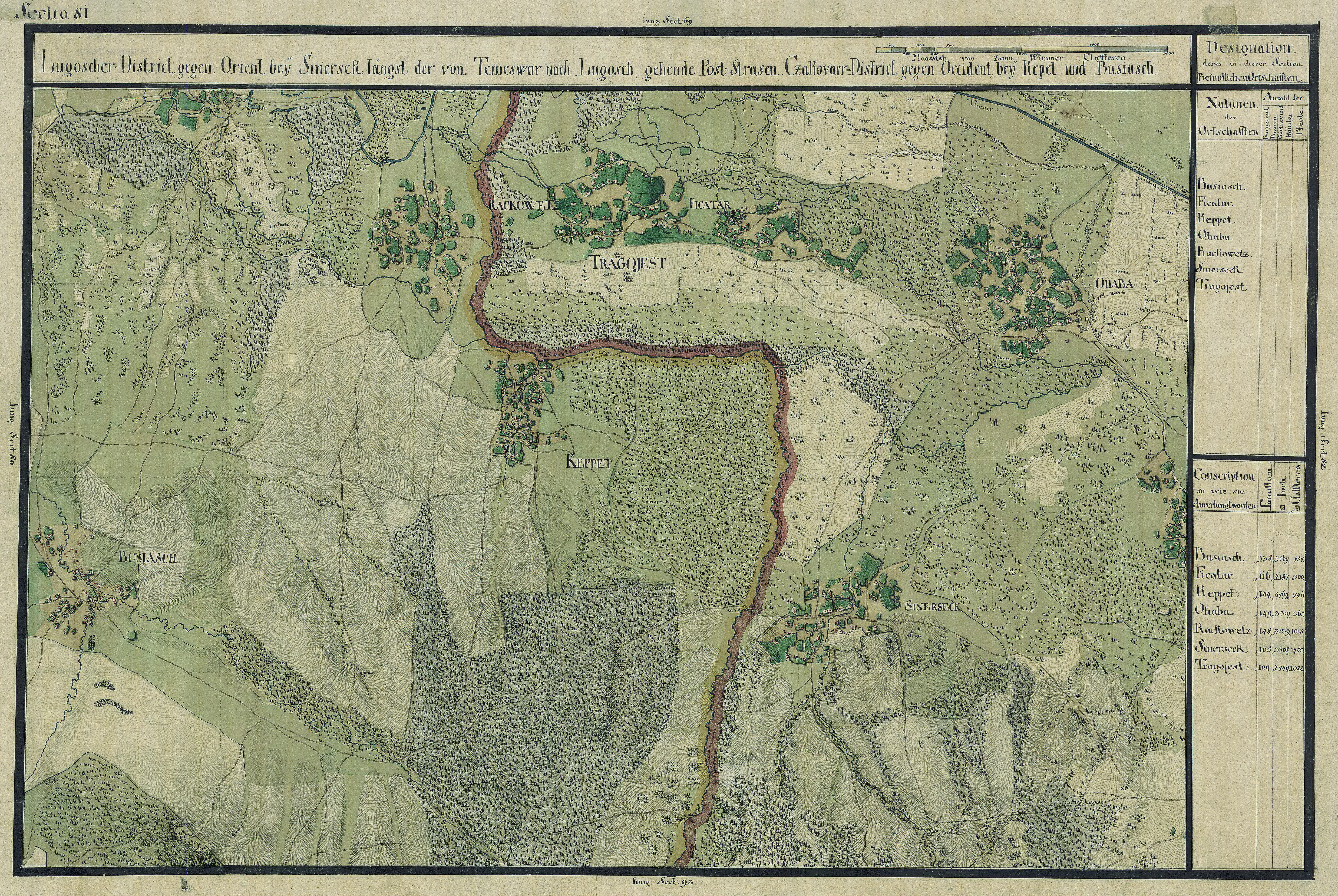
Keped egy régi térképen

Keped románul: Căpăt, falu Romániában, a Bánságban, Temes megyében.

## Fekvése
Buziásfürdőtől északkeletre fekvő település.

## Története
Keped nevét 1447-ben említette először oklevél Kyskeped néven. 1717-ben Kipeth, 1808-ban Keppet, Kepet, 1888-ban Kepet, 1913-ban Keped alakban volt említve.
1462-ben Kyskepeth néven Doboz 10. tartozékaként említették. A török hódoltság alól, románoktól lakott helységként került ki.
Az 1717. évi kamarai jegyzékben Kipeth alakban, 60 házzal volt feltüntetve, az 1717-es gróf Mercy-féle térképen Kepeth alakban, a lugosi kerületben, 1761-es térképen pedig a csákovai kerületben tűnt fel. 1807-ben pedig a kincstártól a nagykövéresi uradalommal együtt a vallás- és tanulmányi alap birtokába került.
1830-1840 között Trencsén vármegyéből katolikus vallású tótok költöztek ide, akik később elmagyarosodtak; ezekhez 1850 körül egy-két magyar és német család is költözött. 1851-ben Fényes Elek írta a településről: „Kepeth, oláh falu, Temes vármegyében, dombos helyen, Buziáshoz 1 órányira: 800 lakossal, kik közt 720 oláh, 30 magyar, 50 tót ajkú római katholikus Óhitű anyaegyház. Határa 2159 hold; melyből úrbéri szántó, rét és legelő 1475 hold, s a többi majorsági legelő és 400 hold erdő. Dombos része sovány; völgyes s egyenes terei termékenyek. Bírja a királyi alapítvány.”
A trianoni békeszerződés előtt Temes vármegye Buziásfürdői járásához tartozott.
1910-ben 759 lakosából 583 román, 162 magyar, 13 német volt. Ebből 567 görög keleti ortodox, 149 római katolikus, 20 görögkatolikus volt.

## Nevezetességei
- Görög keleti fatemploma a 18. században épült; a romániai műemlékek jegyzékében a TM-II-m-A-06194 sorszámon szerepel.[1]